# Chicoreus orchidiflorus
Chicoreus orchidiflorus (nomeada, em inglês, orchid murex) é uma espécie de molusco marinho predador do Indo-Pacífico e principalmente da costa oeste do Pacífico, pertencente à classe Gastropoda, ordem Neogastropoda e família Muricidae. Foi classificada por Tokio Shikama em 1973; descrita originalmente como Pterynotus orchidiflorus; anteriormente no gênero Pterynotus e agora no gênero Chicoreus; ainda recebendo sua nomenclatura vernácula proveniente do gênero Murex.

## Descrição da concha
Concha de aparência frágil em suas projeções espiniformes e franjadas, quase translúcidas, sendo sua projeção mais pronunciada a que se encontra na parte externa de seu lábio externo (o que a faz lembrar um labelo de uma flor de orquídea e daí provindo o seu descritor específico, orchidiflorus, e o nome orchid murex); de coloração pálida a amarelada ou alaranjada, com até 5 centímetros de comprimento total; de espiral moderadamente alta, esculpida com várias linhas espirais e ondulações cruzando-as. Columela e abertura de coloração similar à do restante da concha. Longo canal sifonal. Opérculo córneo, de coloração castanha e esculpido com anéis concêntricos.

## Distribuição geográfica, habitat e hábitos
Chicoreus orchidiflorus é encontrada em águas profundas da zona nerítica da plataforma continental do Indo-Pacífico e principalmente na costa oeste do Pacífico; das ilhas Mascarenhas, no oceano Índico, até a Polinésia Francesa e principalmente nas costas de Taiwan e Filipinas.

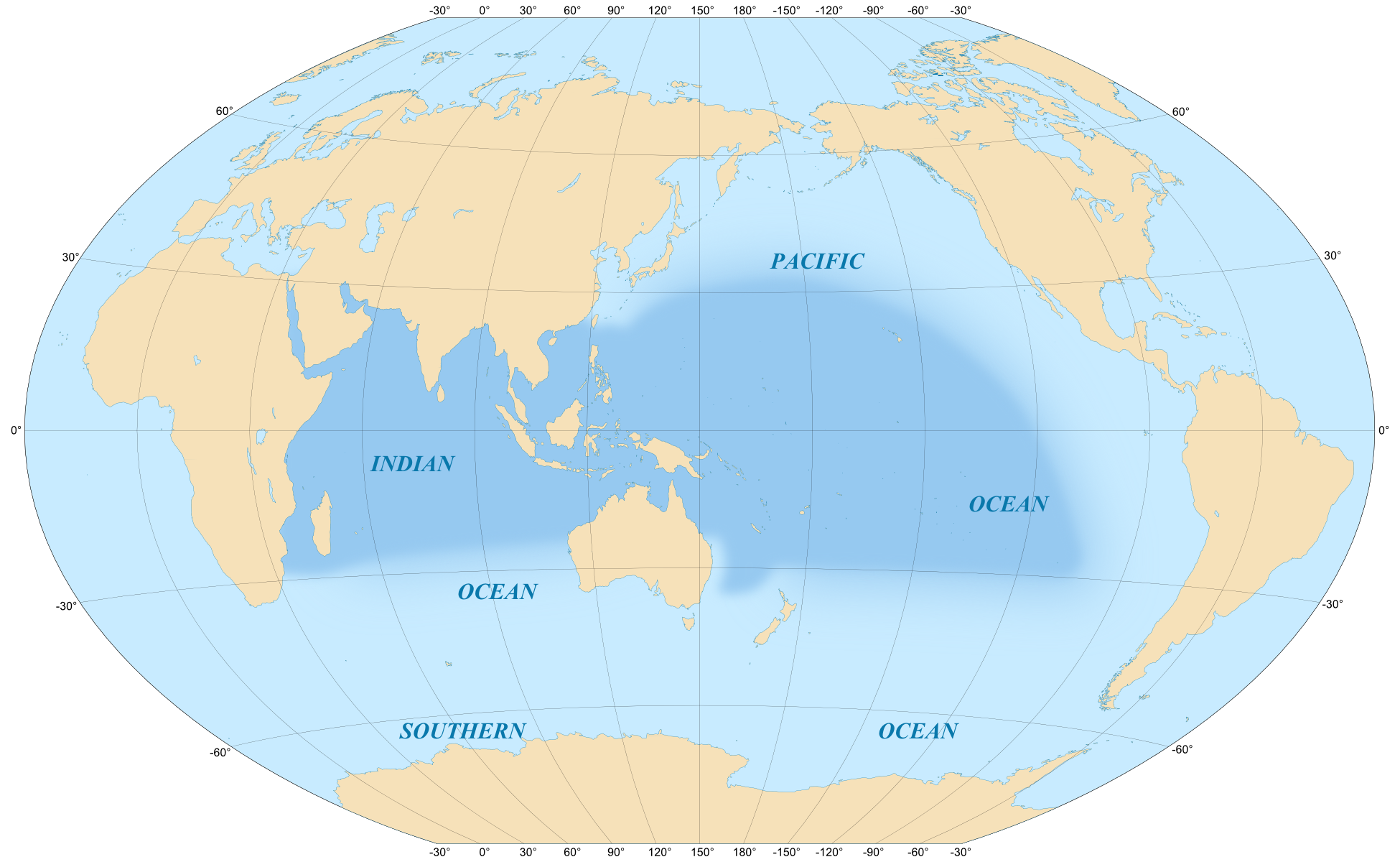
A região tropical do Indo-Pacífico (na imagem) e principalmente a costa oeste do Pacífico são o habitat da espécie Chicoreus orchidiflorus.